# Valdreu
Valdreu ist eine Gemeinde im Norden Portugals.

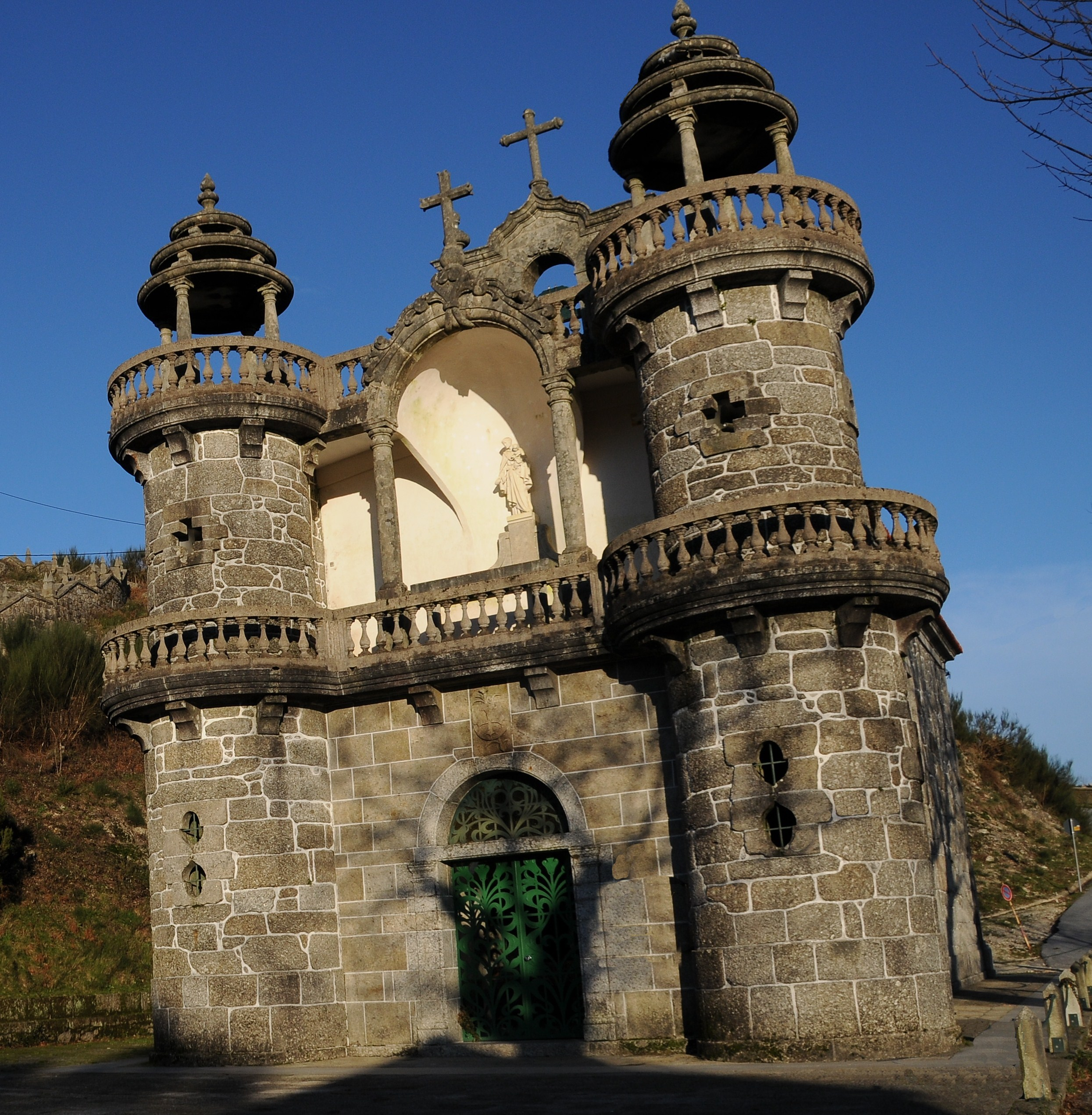
Kirche Santo António de Mixões da Serra

Valdreu gehört zum Kreis Vila Verde im Distrikt Braga, besitzt eine Fläche von 18,0 km² und hat 434 Einwohner (Stand 19. April 2021).